# Cuartel Rossauer
El Cuartel Rossauer (en alemán: Rossauer Kaserne, oficialmente Rossauer Kaserne Bernardis-Schmid, también como Amtsgebäude Rossau Bernardis-Schmid) es un cuartel que desde enero de 2020 lleva el nombre de los combatientes de la resistencia Robert Bernardis y Anton Schmid, oficialmente hasta 1999 como "Roßauer Kaserne", se construyó como cuartel defensivo "Kronprinz-Rudolf-Kaserne" de 1865 a 1869, está ubicado en el noveno distrito de Viena, Alsergrund, en Rossauer en el canal del Danubio de Austria, en el barrio de Rossau de la ciudad.

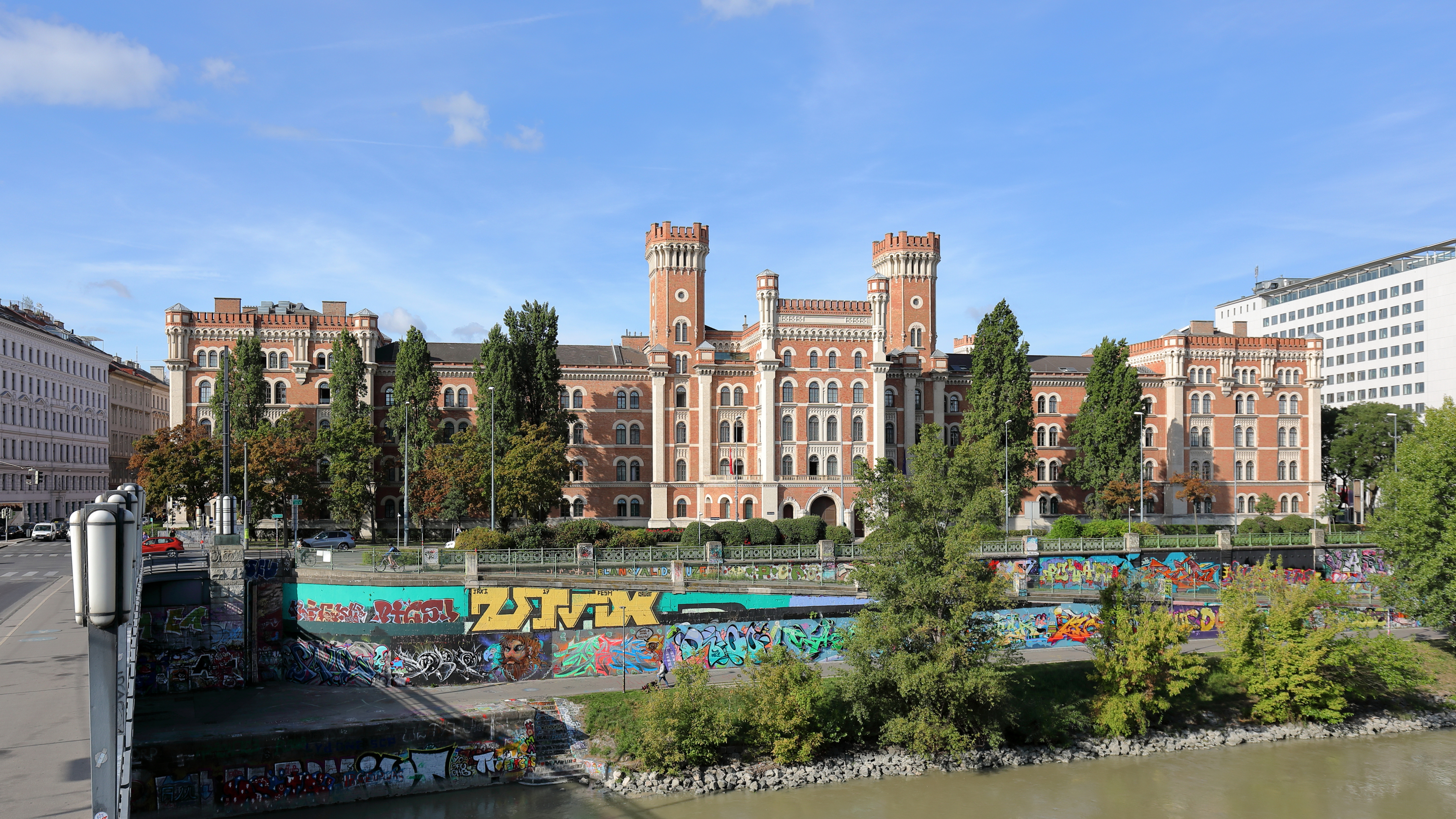
El cuartel de Rossauer visto desde el otro lado del Donaukanal.

Hoy es, entre otras cosas, la sede del Ministerio de Defensa de Austria. Por iniciativa del exministro, Thomas Starlinger, el 27 de enero de 2020 se llevó a cabo el nombramiento de Bernardis y Schmid.

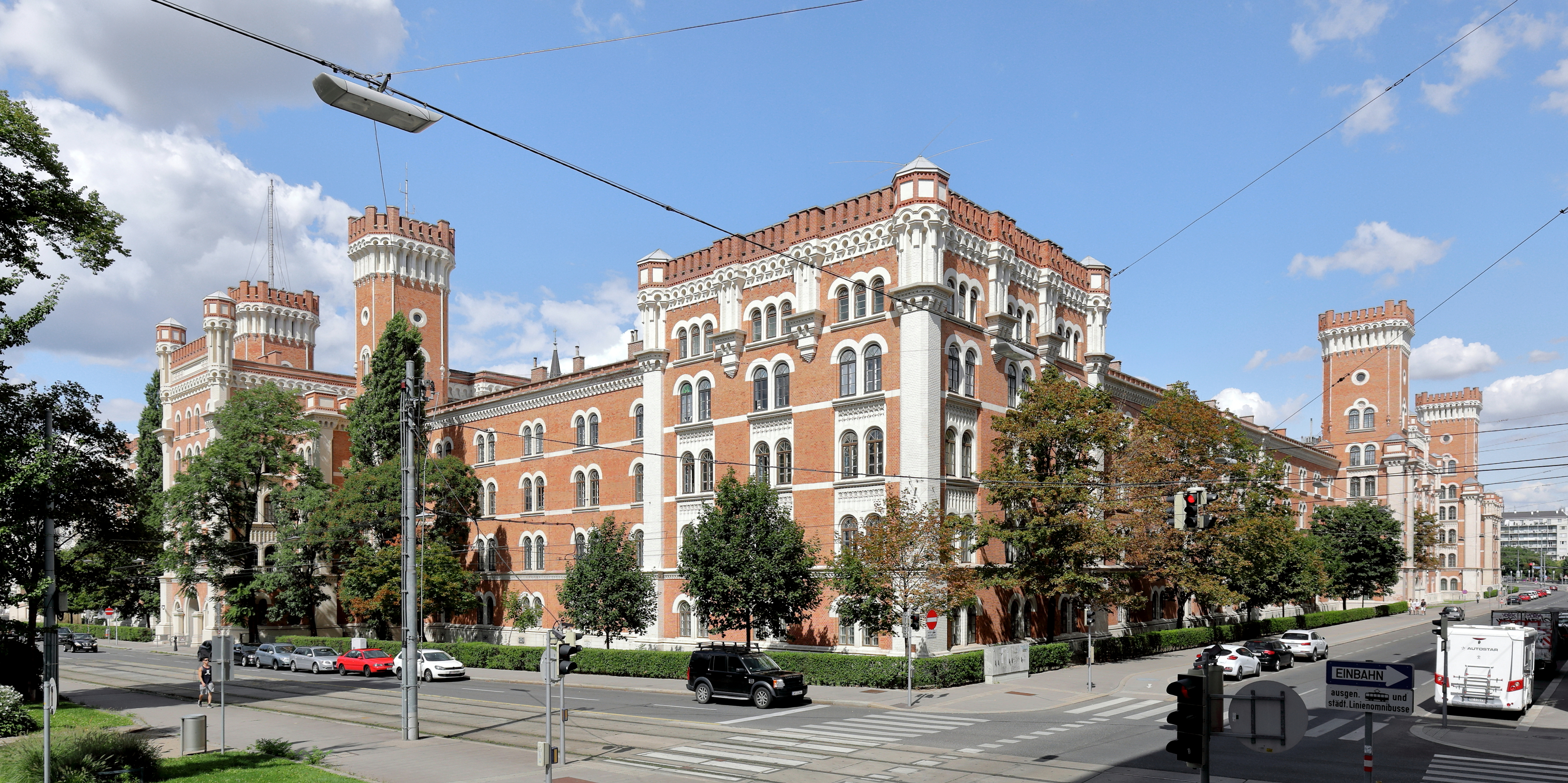
Vista sur del cuartel de Rossauer.